# Marija Mironowa (aktorka)
Marija Andriejewna Mironowa (ros. Мари́я Андре́евна Миро́нова; ur. 28 maja 1973 w Moskwie) – rosyjska aktorka filmowa. Córka aktora Andrieja Mironowa. Laureatka  narodowej nagrody teatralnej Złota Maska.

## Wybrana filmografia
- 2004: Straż Nocna jako Matka Jegora
- 2006: Straż Dzienna jako Matka Jegora
- 2009: Snajper. Broń odwetu

## Nagrody i odznaczenia
- Zasłużony Artysta Federacji Rosyjskiej (2006)[1]
- Złota Maska (2007)[2]
- Ludowy Artysta Federacji Rosyjskiej (2020)[3]